# Ребратица
Ребратица или водена јагорчевина (лат. Hottonia palustris) је врста која припада фамилији Primulaceae. Род Hottonia 
обухвата само две врсте, H. palustris и H. inflata, а само је прва забележа на територији Републике Србије, док друга врста има ареал који обухвата територију Северне Америке. Род Hottonia добио је име у част холандског ботаничара Петруса Хотона.

## Опис
Ребратица је вишегодишња акватична биљка са изразито пузећим кореном. Стабљика се налази у ваздуху, разграната је од основе и до 90 cm висока. На чворовима стабљике се налазе листови и бројни, дугачки беличасти коренчићи закопани у муљу. Листови се налазе у води и изразито су нежни. Листови су ланцетасти и перасто дељени, а спирално распоређени. Цветови су груписани у гроздасту цваст која се налази изнад воде. Чашица је до 5 mm  дуга са линеарним, шиљатим врховима. Круница је бела или бледољубичаста, а ждрело жуто. Крунична цев је исте дужине као чашица, док су крунични режњеви обрнуто јајасти. Цвата од маја до јула, а опрашује се ентомофилијом. Плод је чахура која пуца по средини, ситнија је од чашице. Размножава се семеном или вегетативно. Биљка се расејава пасивним струјањем воде, међутим, постоје назнаке да у расејавању плодова и семена помажу и птице, међутим то није доказано.

## Распрострањење
Западне границе ареала ове врсте представља централна Европа (од обала Атлантског океана у Француској и Великој Британији), а источне Урал и Кавказ. Северне границе ареала досежу до јужних делова Финске, а јужне до Апенинског и Балканског полуострва. Забележена је и у северозападним деловима Мале Азије што представља најјужнији податак о њеном ареалу. Врста је на Балканском полуострву спорадично распрострањена у неколико држава. У Србији је забележена на више локалитеа, а на већини локалитета субпопулације су ишчезле.

## Станиште
Врста расте у споротекућим или стајаћим водама где гради монодоминантну заједницу Hottonietum palustris или је у заједници са сочивицом. Поред бара и канала, ова врста лако колонизује и антропогена водена тела, као што су индустријски резервоари или вештачка језера. Врста преферира неутралне до благо алкалне воде. Захтева станиште са умереном количином хранљивих материја и сиромашно кречом. Индикатор је мезотрофних вода.

## Заштита и угроженост врсте у Републици Србији
Врста је Правилником о проглашењу и заштити строго заштићених и заштићених дивљих врста биљака, животиња и гљива, проглашена као строго заштићена на територији Републике Србије. Поједина налазишта ове врсте налазе се у оквиру граница заштићених природних добара. На ишчезавање субпопулација у Србији али и у свету утичу хидро-мелиоративни процеси и загађење воде.